# تورونتو هایدرو
تورونتو هایدرو (انگلیسی: Toronto Hydro) یک شرکت دولتی برق کانادایی است، که در سال ۱۹۹۸ تأسیس شد.